# Tenontosaurus
Tenontosaurus (có nghĩa là ''thằn lằn cơ bắp'') là một chi khủng long có kích thước từ trung bình đến lớn thuộc nhóm khủng long chân chim của bộ khủng long hông chim. Chi này được tìm thấy ở cuối tầng Aptian đến tầng Alian của trầm tích kỉ Phấn trắng ở phía tây Bắc Mỹ, có niên đại từ 115 đến 108 triệu năm trước.
Chi này có hai loài, Tenontosaurus tiletti (được mô tả bởi Ostrom&veaction=edit John Ostrom năm 1970) và Tenontosaurus dossi (được mô tả bởi Winkler, Murry và Jacobs vào năm 1997). Trong đó, Tenontosaurus tiletti đã được thu thập từ một số hệ tầng địa chất trên khắp miền tây Bắc Mỹ. Có khoảng 27 mẫu hóa thạch của chúng được tìm thấy trong hệ tầng Cloverly ở Montana, Utah và trong hệ tầng Paluxy ở Texas. Còn loài Tenontosaurus dossi chỉ được biết đến từ một số ít mẫu hóa thạch được thu thập từ hệ tầng Twin ở Quận Parker, Texas.

## Lịch sử khám phá
Hóa thạch đầu tiên của Tenontosaurus được tìm thấy ở quận Big Horn, tiểu bang Montana của Hoa Kỳ trong một cuộc thám hiểm của Bảo tàng Lịch sử Tự nhiên Hoa Kỳ (AMNH) vào năm 1903. Cuộc khai quật ở cùng khu vực đó trong những năm 1930 đã tìm thấy thêm 18 mẫu hóa thạch. Vào năm 1940 cũng có thêm bốn mẫu hóa thạch nữa. Mặc dù một số lượng lớn các mẫu hóa thạch đã được tìm thấy, tuy nhiên, Tenontosaurus không được đặt tên hoặc mô tả một cách khoa học trong thời gian này. Chỉ có Barnum Brown (thành viên của bảo tàng AMNH) đã đặt cho nó cái tên không chính thức là "Tenantosaurus", có nghĩa là "thằn lằn cơ bắp". Cái tên này liên quan đến một hệ thống gân cứng ở lưng và đuôi của nó.
Trong những năm 1960, Đại học Yale đã bắt đầu một cuộc khai quật dài hạn, mở rộng ra khu vực Big Horn Basin (thành hệ Cloverly), Montana và Wyoming (các tiểu bang của Hoa Kỳ). Đoàn thám hiểm được dẫn dắt bởi John Ostrom, nhóm nghiên cứu đã phát hiện ra hơn 40 hóa thạch mới. Sau chuyến thám hiểm của mình, Ostrom trở thành người đầu tiên mô tả khoa học và đặt tên chính thức cho chúng như hiện nay là Tenontosaurus – một biến thể nhỏ trong cách đánh vần cái tên không chính thức trước đó của Barnum Brown.

## Mô tả

### Kích thước
Chúng dài khoảng 6,5 đến 8 m và cao 3 m (trong tư thế đứng bằng hai chân), nặng khoảng 1 đến 2 tấn. Tenontosaurus có một cái đuôi dài và rộng bất thường, với ít nhất 59 đốt sống khiến chúng phải đi bằng bốn chân trong hầu hết mọi lúc và bao quanh bởi một mạng lưới gân chằng chịt. Tuy vậy, khi cần chạy chúng sẽ chạy bằng hai chân và giơ cao đuôi lên để giữ thăng bằng.

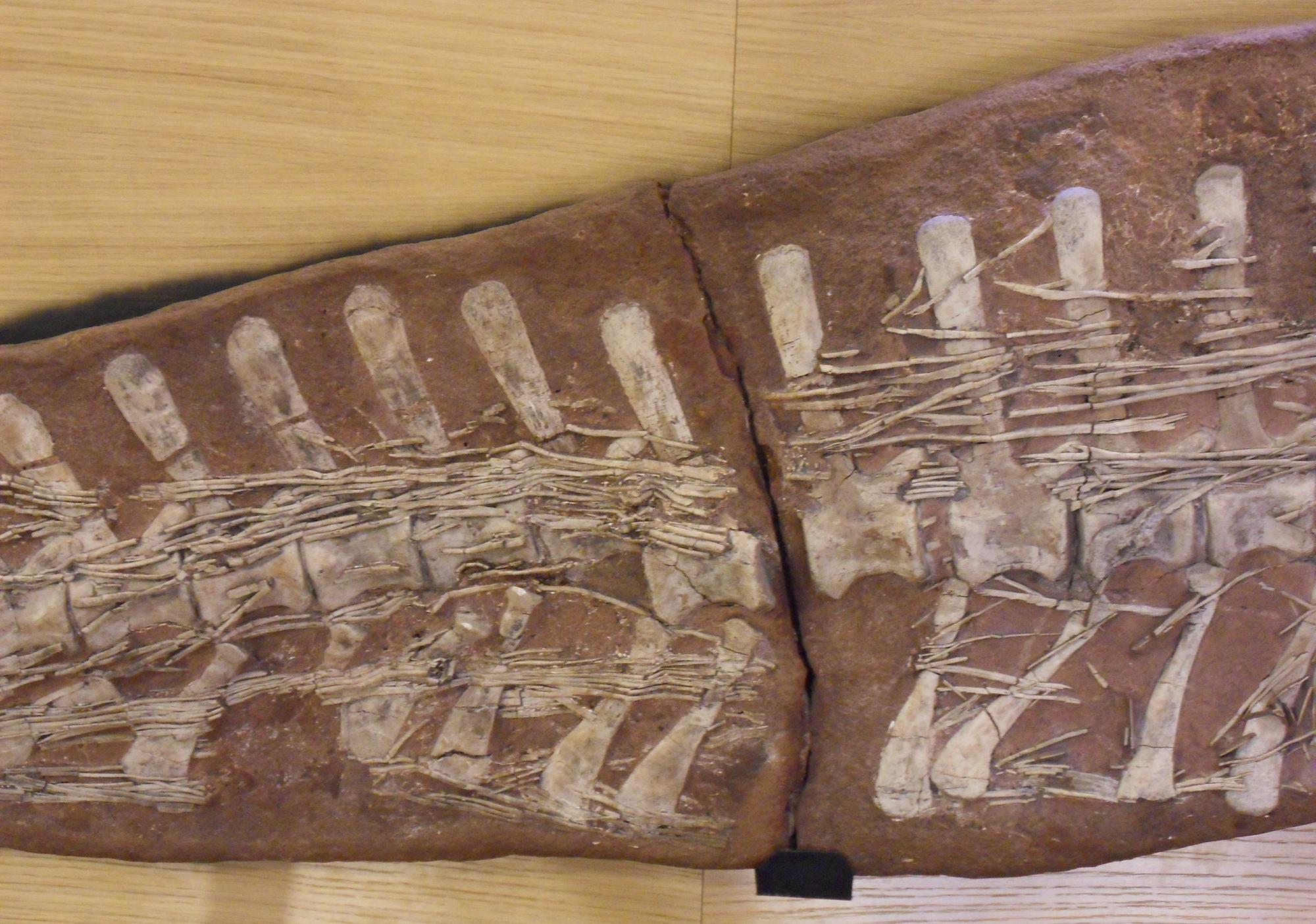
Hóa thạch phần đuôi của Tenontosaurus

Tenontosaurus có chân sau dài, to hơn chân trước và rất chắc khỏe, nhiều cơ bắp để nâng đỡ cơ thể. Hai chân trước có năm ngón. Chúng sở hữu một hộp sọ cong không lớn lắm, thân hình cường tráng và khỏe khoắn. Hàm của chúng có nhiều cơ lớn để nhai những bộ phận của cây.

## Sinh sống

### Chế độ ăn thực vật
Trong chế độ ăn thực vật, Tenontosaurus ăn dương xỉ, cây mè và có thể là cả thực vật có hoa nguyên thủy. Chúng cũng ăn những loài thực vật hạt trần lớn hơn như cây lá kim và cây bạch quả. Những con Tenontosaurus trưởng thành sẽ có chiều cao tối đa khoảng 3 m nếu nó đứng bằng hai chân. Điều này cản trở Tenontosaurus (đặc biệt là những con non, chưa trưởng thành) ăn dương xỉ và cây bụi phát triển thấp. Tuy nhiên, cái mỏ hình chữ U mạnh mẽ và những cạnh răng sắc nhọn giúp chúng có thể bứt, cắn và nhai được gần như tất cả các bộ phận của cây. Lá, gỗ và thậm chí cả trái cây có thể là một phần trong chế độ ăn uống của chúng.

### Bị săn bởi Deinonychus

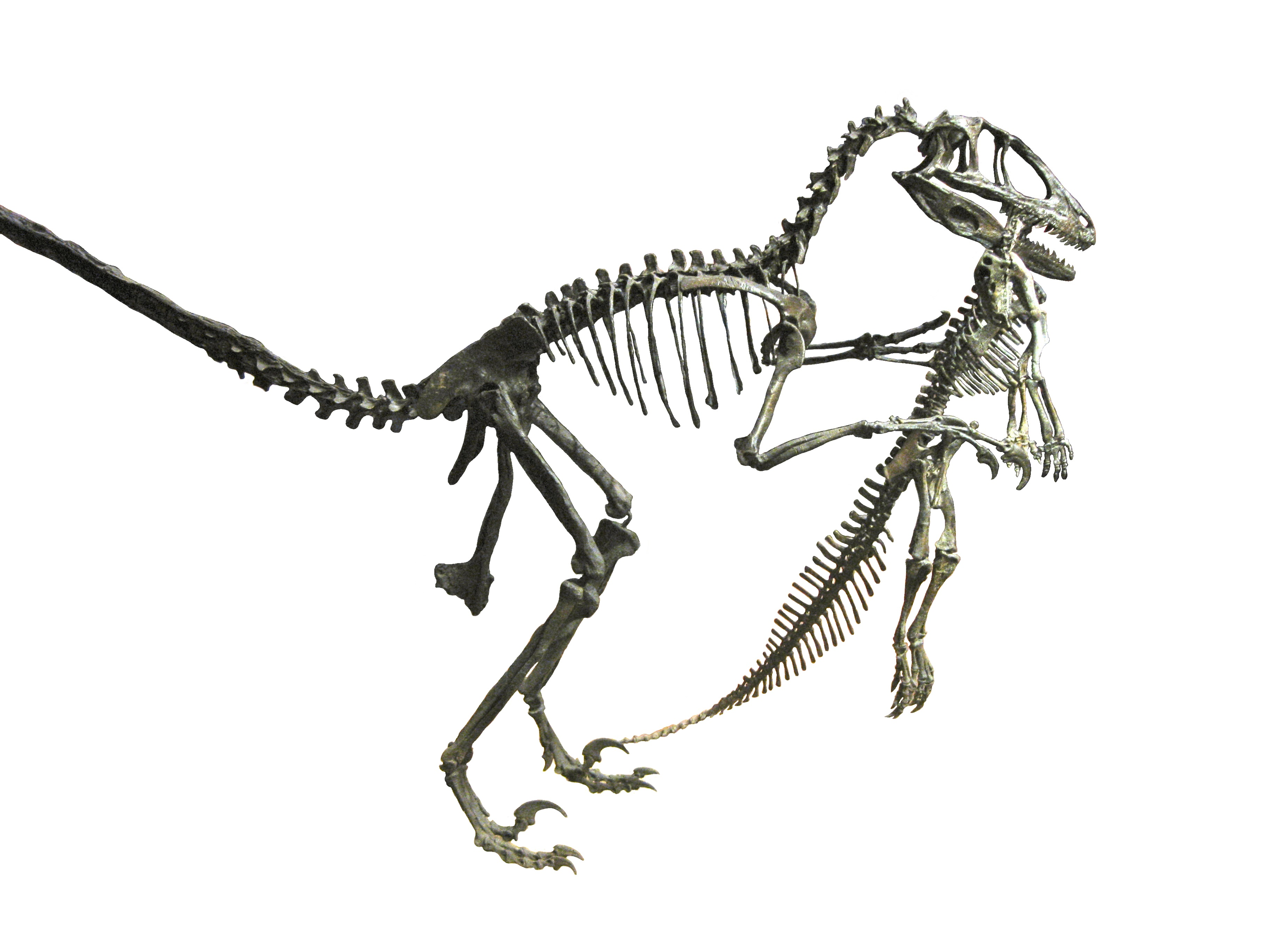
Deinonychus ăn một con Tenontosaurus non

Răng và một số bộ xương hóa thạch của loài ăn thịt Deinonychus thường được phát hiện cùng với Tenontosaurus Untiletti. Các mẫu hóa thạch của Tenontosaurus đã được tìm thấy tại hơn 50 địa điểm và 14 trong số đó cũng có cả Deinonychus. Theo một nghiên cứu năm 1995, chỉ có sáu địa điểm phát hiện hóa thạch của Deinonychus không chứa dấu vết của Tenontosaurus. 20% hóa thạch Tenontosaurus được tìm thấy gần với Deinonychus nên một số nhà khoa học cho rằng điều này có nghĩa Deinonychus là kẻ thù chính của Tenontosaurus. Vì một con Deinonychus trưởng thành vẫn nhỏ hơn nhiều so với Tenontosaurus trưởng thành, nên không chắc một con Deinonychus có thể tấn công được Tenontosaurus. Có khả năng Deinonychus sẽ chỉ săn những con Tenontosaurus non và sẽ không ăn những con mồi đã đạt đến một kích thước nhất định, vượt xa khả năng tấn công của mình. Cả hai cũng sống cùng khu vực với loài khủng long ăn thịt to lớn Acrocanthosaurus.

### Sinh sản
Sự hiện diện của mô xương tủy trong xương đùi và xương ống chân của một mẫu hóa thạch của Tenontosaurus rất giống với những con chim đang đẻ trứng ngày nay. Ngoài ra, như Tyrannosaurus và Allosaurus – hai loài khủng long cũng được biết là đã tạo xương tủy. Bởi vì Allosaurus và Tyrannosaurus thuộc nhóm khủng long chân thú, điều này cho thấy khủng long nói chung đã tạo ra mô tủy và đạt đến độ ''chín'' sinh sản trước khi trưởng thành. Một nghiên cứu cho thấy Tenontosaurus tilletti lớn rất nhanh khi còn non nhưng lại phát triển rất chậm trong những năm gần trưởng thành, không giống như những chi thuộc lớp Iguanodontian khác.

## Phân loại

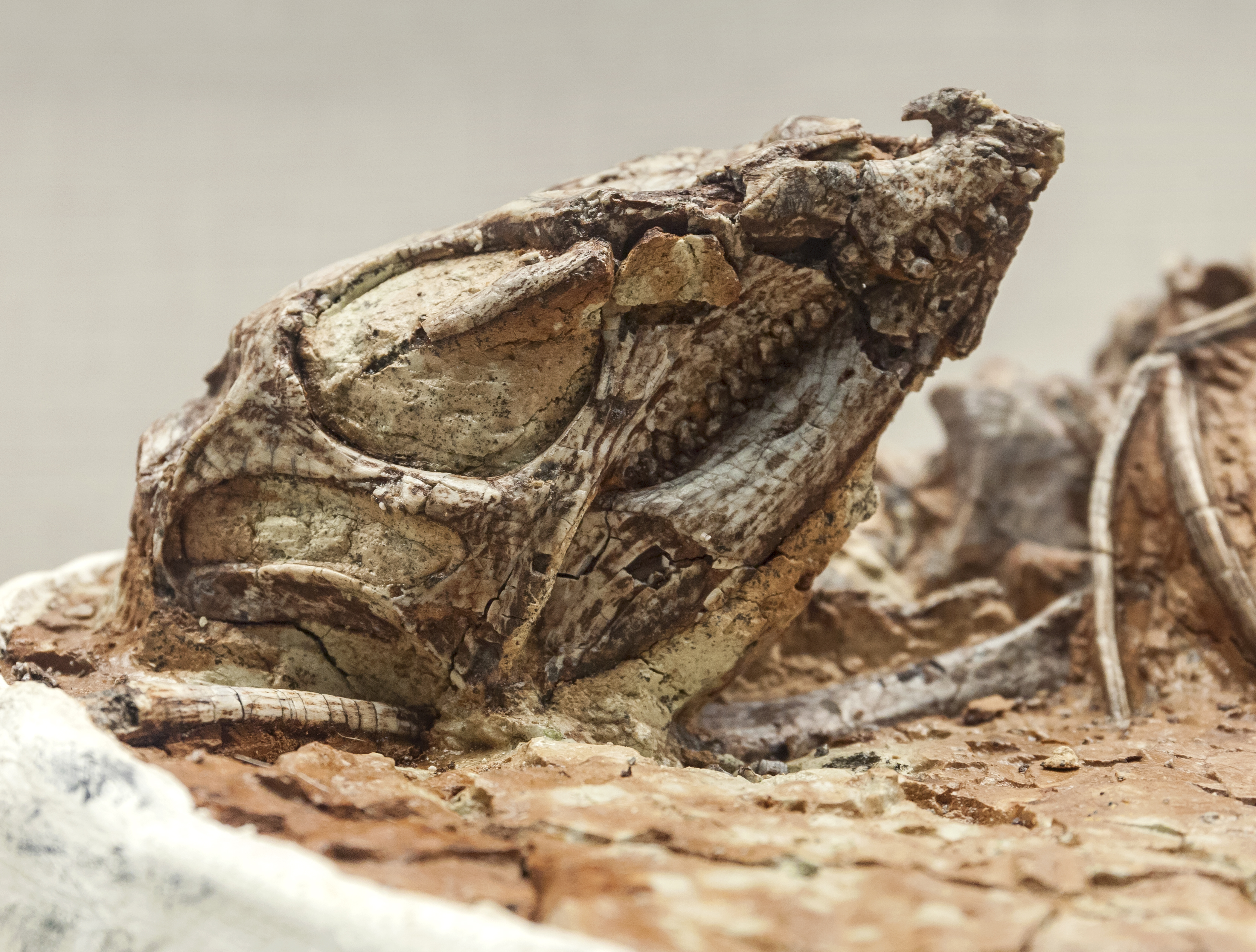
Sọ của Jeholosaurus

Sơ đồ đề xuất của Butler và cộng sự, năm 2011.
|  | Changchunsaurus |
|  |                 |
|  | Jeholosaurus    |
|  |                 |

|  | Gasparinisaura |
|  |                |
|  | Parksosaurus   |
|  |                |

|  | Bugenasaura    |
|  |                |
|  | Thescelosaurus |
|  |                |

|  | Tenontosaurus tilletti |
|  |                        |
|  | Tenontosaurus dossi    |
|  |                        |

|  | Dryosauridae                                                          |
|  |                                                                       |
|  | Ankylopollexia (bao gồm Iguanodon, Hadrosaurids) và một vài loài khác |
|  |                                                                       |

|  | Tenontosaurus tilletti |
|  |                        |
|  | Tenontosaurus dossi    |
|  |                        |

|  | Dryosauridae                                                          |
|  |                                                                       |
|  | Ankylopollexia (bao gồm Iguanodon, Hadrosaurids) và một vài loài khác |
|  |                                                                       |

|  | Tenontosaurus tilletti |
|  |                        |
|  | Tenontosaurus dossi    |
|  |                        |

|  | Dryosauridae                                                          |
|  |                                                                       |
|  | Ankylopollexia (bao gồm Iguanodon, Hadrosaurids) và một vài loài khác |
|  |                                                                       |

|  | Tenontosaurus tilletti |
|  |                        |
|  | Tenontosaurus dossi    |
|  |                        |

|  | Dryosauridae                                                          |
|  |                                                                       |
|  | Ankylopollexia (bao gồm Iguanodon, Hadrosaurids) và một vài loài khác |
|  |                                                                       |

|  | Tenontosaurus tilletti |
|  |                        |
|  | Tenontosaurus dossi    |
|  |                        |

|  | Dryosauridae                                                          |
|  |                                                                       |
|  | Ankylopollexia (bao gồm Iguanodon, Hadrosaurids) và một vài loài khác |
|  |                                                                       |

|  | Tenontosaurus tilletti |
|  |                        |
|  | Tenontosaurus dossi    |
|  |                        |

|  | Dryosauridae                                                          |
|  |                                                                       |
|  | Ankylopollexia (bao gồm Iguanodon, Hadrosaurids) và một vài loài khác |
|  |                                                                       |

|  | Tenontosaurus tilletti |
|  |                        |
|  | Tenontosaurus dossi    |
|  |                        |

|  | Dryosauridae                                                          |
|  |                                                                       |
|  | Ankylopollexia (bao gồm Iguanodon, Hadrosaurids) và một vài loài khác |
|  |                                                                       |

|  | Tenontosaurus tilletti |
|  |                        |
|  | Tenontosaurus dossi    |
|  |                        |

|  | Dryosauridae                                                          |
|  |                                                                       |
|  | Ankylopollexia (bao gồm Iguanodon, Hadrosaurids) và một vài loài khác |
|  |                                                                       |

|  | Tenontosaurus tilletti |
|  |                        |
|  | Tenontosaurus dossi    |
|  |                        |

|  | Dryosauridae                                                          |
|  |                                                                       |
|  | Ankylopollexia (bao gồm Iguanodon, Hadrosaurids) và một vài loài khác |
|  |                                                                       |

|  | Tenontosaurus tilletti |
|  |                        |
|  | Tenontosaurus dossi    |
|  |                        |

|  | Dryosauridae                                                          |
|  |                                                                       |
|  | Ankylopollexia (bao gồm Iguanodon, Hadrosaurids) và một vài loài khác |
|  |                                                                       |

|  | Tenontosaurus tilletti |
|  |                        |
|  | Tenontosaurus dossi    |
|  |                        |

|  | Dryosauridae                                                          |
|  |                                                                       |
|  | Ankylopollexia (bao gồm Iguanodon, Hadrosaurids) và một vài loài khác |
|  |                                                                       |

|  | Tenontosaurus tilletti |
|  |                        |
|  | Tenontosaurus dossi    |
|  |                        |

|  | Dryosauridae                                                          |
|  |                                                                       |
|  | Ankylopollexia (bao gồm Iguanodon, Hadrosaurids) và một vài loài khác |
|  |                                                                       |

|  | Tenontosaurus tilletti |
|  |                        |
|  | Tenontosaurus dossi    |
|  |                        |

|  | Dryosauridae                                                          |
|  |                                                                       |
|  | Ankylopollexia (bao gồm Iguanodon, Hadrosaurids) và một vài loài khác |
|  |                                                                       |

|  | Tenontosaurus tilletti |
|  |                        |
|  | Tenontosaurus dossi    |
|  |                        |

|  | Dryosauridae                                                          |
|  |                                                                       |
|  | Ankylopollexia (bao gồm Iguanodon, Hadrosaurids) và một vài loài khác |
|  |                                                                       |

|  | Tenontosaurus tilletti |
|  |                        |
|  | Tenontosaurus dossi    |
|  |                        |

|  | Dryosauridae                                                          |
|  |                                                                       |
|  | Ankylopollexia (bao gồm Iguanodon, Hadrosaurids) và một vài loài khác |
|  |                                                                       |

|  | Tenontosaurus tilletti |
|  |                        |
|  | Tenontosaurus dossi    |
|  |                        |

|  | Dryosauridae                                                          |
|  |                                                                       |
|  | Ankylopollexia (bao gồm Iguanodon, Hadrosaurids) và một vài loài khác |
|  |                                                                       |

|  | Bugenasaura    |
|  |                |
|  | Thescelosaurus |
|  |                |

|  | Tenontosaurus tilletti |
|  |                        |
|  | Tenontosaurus dossi    |
|  |                        |

|  | Dryosauridae                                                          |
|  |                                                                       |
|  | Ankylopollexia (bao gồm Iguanodon, Hadrosaurids) và một vài loài khác |
|  |                                                                       |

|  | Tenontosaurus tilletti |
|  |                        |
|  | Tenontosaurus dossi    |
|  |                        |

|  | Dryosauridae                                                          |
|  |                                                                       |
|  | Ankylopollexia (bao gồm Iguanodon, Hadrosaurids) và một vài loài khác |
|  |                                                                       |

|  | Tenontosaurus tilletti |
|  |                        |
|  | Tenontosaurus dossi    |
|  |                        |

|  | Dryosauridae                                                          |
|  |                                                                       |
|  | Ankylopollexia (bao gồm Iguanodon, Hadrosaurids) và một vài loài khác |
|  |                                                                       |

|  | Tenontosaurus tilletti |
|  |                        |
|  | Tenontosaurus dossi    |
|  |                        |

|  | Dryosauridae                                                          |
|  |                                                                       |
|  | Ankylopollexia (bao gồm Iguanodon, Hadrosaurids) và một vài loài khác |
|  |                                                                       |

|  | Tenontosaurus tilletti |
|  |                        |
|  | Tenontosaurus dossi    |
|  |                        |

|  | Dryosauridae                                                          |
|  |                                                                       |
|  | Ankylopollexia (bao gồm Iguanodon, Hadrosaurids) và một vài loài khác |
|  |                                                                       |

|  | Tenontosaurus tilletti |
|  |                        |
|  | Tenontosaurus dossi    |
|  |                        |

|  | Dryosauridae                                                          |
|  |                                                                       |
|  | Ankylopollexia (bao gồm Iguanodon, Hadrosaurids) và một vài loài khác |
|  |                                                                       |

|  | Tenontosaurus tilletti |
|  |                        |
|  | Tenontosaurus dossi    |
|  |                        |

|  | Dryosauridae                                                          |
|  |                                                                       |
|  | Ankylopollexia (bao gồm Iguanodon, Hadrosaurids) và một vài loài khác |
|  |                                                                       |

|  | Tenontosaurus tilletti |
|  |                        |
|  | Tenontosaurus dossi    |
|  |                        |

|  | Dryosauridae                                                          |
|  |                                                                       |
|  | Ankylopollexia (bao gồm Iguanodon, Hadrosaurids) và một vài loài khác |
|  |                                                                       |

|  | Tenontosaurus tilletti |
|  |                        |
|  | Tenontosaurus dossi    |
|  |                        |

|  | Dryosauridae                                                          |
|  |                                                                       |
|  | Ankylopollexia (bao gồm Iguanodon, Hadrosaurids) và một vài loài khác |
|  |                                                                       |

|  | Tenontosaurus tilletti |
|  |                        |
|  | Tenontosaurus dossi    |
|  |                        |

|  | Dryosauridae                                                          |
|  |                                                                       |
|  | Ankylopollexia (bao gồm Iguanodon, Hadrosaurids) và một vài loài khác |
|  |                                                                       |

|  | Tenontosaurus tilletti |
|  |                        |
|  | Tenontosaurus dossi    |
|  |                        |

|  | Dryosauridae                                                          |
|  |                                                                       |
|  | Ankylopollexia (bao gồm Iguanodon, Hadrosaurids) và một vài loài khác |
|  |                                                                       |

|  | Tenontosaurus tilletti |
|  |                        |
|  | Tenontosaurus dossi    |
|  |                        |

|  | Dryosauridae                                                          |
|  |                                                                       |
|  | Ankylopollexia (bao gồm Iguanodon, Hadrosaurids) và một vài loài khác |
|  |                                                                       |

|  | Tenontosaurus tilletti |
|  |                        |
|  | Tenontosaurus dossi    |
|  |                        |

|  | Dryosauridae                                                          |
|  |                                                                       |
|  | Ankylopollexia (bao gồm Iguanodon, Hadrosaurids) và một vài loài khác |
|  |                                                                       |

|  | Tenontosaurus tilletti |
|  |                        |
|  | Tenontosaurus dossi    |
|  |                        |

|  | Dryosauridae                                                          |
|  |                                                                       |
|  | Ankylopollexia (bao gồm Iguanodon, Hadrosaurids) và một vài loài khác |
|  |                                                                       |

|  | Tenontosaurus tilletti |
|  |                        |
|  | Tenontosaurus dossi    |
|  |                        |

|  | Dryosauridae                                                          |
|  |                                                                       |
|  | Ankylopollexia (bao gồm Iguanodon, Hadrosaurids) và một vài loài khác |
|  |                                                                       |

|  | Tenontosaurus tilletti |
|  |                        |
|  | Tenontosaurus dossi    |
|  |                        |

|  | Dryosauridae                                                          |
|  |                                                                       |
|  | Ankylopollexia (bao gồm Iguanodon, Hadrosaurids) và một vài loài khác |
|  |                                                                       |

|  | Gasparinisaura |
|  |                |
|  | Parksosaurus   |
|  |                |

|  | Bugenasaura    |
|  |                |
|  | Thescelosaurus |
|  |                |

|  | Tenontosaurus tilletti |
|  |                        |
|  | Tenontosaurus dossi    |
|  |                        |

|  | Dryosauridae                                                          |
|  |                                                                       |
|  | Ankylopollexia (bao gồm Iguanodon, Hadrosaurids) và một vài loài khác |
|  |                                                                       |

|  | Tenontosaurus tilletti |
|  |                        |
|  | Tenontosaurus dossi    |
|  |                        |

|  | Dryosauridae                                                          |
|  |                                                                       |
|  | Ankylopollexia (bao gồm Iguanodon, Hadrosaurids) và một vài loài khác |
|  |                                                                       |

|  | Tenontosaurus tilletti |
|  |                        |
|  | Tenontosaurus dossi    |
|  |                        |

|  | Dryosauridae                                                          |
|  |                                                                       |
|  | Ankylopollexia (bao gồm Iguanodon, Hadrosaurids) và một vài loài khác |
|  |                                                                       |

|  | Tenontosaurus tilletti |
|  |                        |
|  | Tenontosaurus dossi    |
|  |                        |

|  | Dryosauridae                                                          |
|  |                                                                       |
|  | Ankylopollexia (bao gồm Iguanodon, Hadrosaurids) và một vài loài khác |
|  |                                                                       |

|  | Tenontosaurus tilletti |
|  |                        |
|  | Tenontosaurus dossi    |
|  |                        |

|  | Dryosauridae                                                          |
|  |                                                                       |
|  | Ankylopollexia (bao gồm Iguanodon, Hadrosaurids) và một vài loài khác |
|  |                                                                       |

|  | Tenontosaurus tilletti |
|  |                        |
|  | Tenontosaurus dossi    |
|  |                        |

|  | Dryosauridae                                                          |
|  |                                                                       |
|  | Ankylopollexia (bao gồm Iguanodon, Hadrosaurids) và một vài loài khác |
|  |                                                                       |

|  | Tenontosaurus tilletti |
|  |                        |
|  | Tenontosaurus dossi    |
|  |                        |

|  | Dryosauridae                                                          |
|  |                                                                       |
|  | Ankylopollexia (bao gồm Iguanodon, Hadrosaurids) và một vài loài khác |
|  |                                                                       |

|  | Tenontosaurus tilletti |
|  |                        |
|  | Tenontosaurus dossi    |
|  |                        |

|  | Dryosauridae                                                          |
|  |                                                                       |
|  | Ankylopollexia (bao gồm Iguanodon, Hadrosaurids) và một vài loài khác |
|  |                                                                       |

|  | Tenontosaurus tilletti |
|  |                        |
|  | Tenontosaurus dossi    |
|  |                        |

|  | Dryosauridae                                                          |
|  |                                                                       |
|  | Ankylopollexia (bao gồm Iguanodon, Hadrosaurids) và một vài loài khác |
|  |                                                                       |

|  | Tenontosaurus tilletti |
|  |                        |
|  | Tenontosaurus dossi    |
|  |                        |

|  | Dryosauridae                                                          |
|  |                                                                       |
|  | Ankylopollexia (bao gồm Iguanodon, Hadrosaurids) và một vài loài khác |
|  |                                                                       |

|  | Tenontosaurus tilletti |
|  |                        |
|  | Tenontosaurus dossi    |
|  |                        |

|  | Dryosauridae                                                          |
|  |                                                                       |
|  | Ankylopollexia (bao gồm Iguanodon, Hadrosaurids) và một vài loài khác |
|  |                                                                       |

|  | Tenontosaurus tilletti |
|  |                        |
|  | Tenontosaurus dossi    |
|  |                        |

|  | Dryosauridae                                                          |
|  |                                                                       |
|  | Ankylopollexia (bao gồm Iguanodon, Hadrosaurids) và một vài loài khác |
|  |                                                                       |

|  | Tenontosaurus tilletti |
|  |                        |
|  | Tenontosaurus dossi    |
|  |                        |

|  | Dryosauridae                                                          |
|  |                                                                       |
|  | Ankylopollexia (bao gồm Iguanodon, Hadrosaurids) và một vài loài khác |
|  |                                                                       |

|  | Tenontosaurus tilletti |
|  |                        |
|  | Tenontosaurus dossi    |
|  |                        |

|  | Dryosauridae                                                          |
|  |                                                                       |
|  | Ankylopollexia (bao gồm Iguanodon, Hadrosaurids) và một vài loài khác |
|  |                                                                       |

|  | Tenontosaurus tilletti |
|  |                        |
|  | Tenontosaurus dossi    |
|  |                        |

|  | Dryosauridae                                                          |
|  |                                                                       |
|  | Ankylopollexia (bao gồm Iguanodon, Hadrosaurids) và một vài loài khác |
|  |                                                                       |

|  | Tenontosaurus tilletti |
|  |                        |
|  | Tenontosaurus dossi    |
|  |                        |

|  | Dryosauridae                                                          |
|  |                                                                       |
|  | Ankylopollexia (bao gồm Iguanodon, Hadrosaurids) và một vài loài khác |
|  |                                                                       |

|  | Bugenasaura    |
|  |                |
|  | Thescelosaurus |
|  |                |

|  | Tenontosaurus tilletti |
|  |                        |
|  | Tenontosaurus dossi    |
|  |                        |

|  | Dryosauridae                                                          |
|  |                                                                       |
|  | Ankylopollexia (bao gồm Iguanodon, Hadrosaurids) và một vài loài khác |
|  |                                                                       |

|  | Tenontosaurus tilletti |
|  |                        |
|  | Tenontosaurus dossi    |
|  |                        |

|  | Dryosauridae                                                          |
|  |                                                                       |
|  | Ankylopollexia (bao gồm Iguanodon, Hadrosaurids) và một vài loài khác |
|  |                                                                       |

|  | Tenontosaurus tilletti |
|  |                        |
|  | Tenontosaurus dossi    |
|  |                        |

|  | Dryosauridae                                                          |
|  |                                                                       |
|  | Ankylopollexia (bao gồm Iguanodon, Hadrosaurids) và một vài loài khác |
|  |                                                                       |

|  | Tenontosaurus tilletti |
|  |                        |
|  | Tenontosaurus dossi    |
|  |                        |

|  | Dryosauridae                                                          |
|  |                                                                       |
|  | Ankylopollexia (bao gồm Iguanodon, Hadrosaurids) và một vài loài khác |
|  |                                                                       |

|  | Tenontosaurus tilletti |
|  |                        |
|  | Tenontosaurus dossi    |
|  |                        |

|  | Dryosauridae                                                          |
|  |                                                                       |
|  | Ankylopollexia (bao gồm Iguanodon, Hadrosaurids) và một vài loài khác |
|  |                                                                       |

|  | Tenontosaurus tilletti |
|  |                        |
|  | Tenontosaurus dossi    |
|  |                        |

|  | Dryosauridae                                                          |
|  |                                                                       |
|  | Ankylopollexia (bao gồm Iguanodon, Hadrosaurids) và một vài loài khác |
|  |                                                                       |

|  | Tenontosaurus tilletti |
|  |                        |
|  | Tenontosaurus dossi    |
|  |                        |

|  | Dryosauridae                                                          |
|  |                                                                       |
|  | Ankylopollexia (bao gồm Iguanodon, Hadrosaurids) và một vài loài khác |
|  |                                                                       |

|  | Tenontosaurus tilletti |
|  |                        |
|  | Tenontosaurus dossi    |
|  |                        |

|  | Dryosauridae                                                          |
|  |                                                                       |
|  | Ankylopollexia (bao gồm Iguanodon, Hadrosaurids) và một vài loài khác |
|  |                                                                       |

|  | Tenontosaurus tilletti |
|  |                        |
|  | Tenontosaurus dossi    |
|  |                        |

|  | Dryosauridae                                                          |
|  |                                                                       |
|  | Ankylopollexia (bao gồm Iguanodon, Hadrosaurids) và một vài loài khác |
|  |                                                                       |

|  | Tenontosaurus tilletti |
|  |                        |
|  | Tenontosaurus dossi    |
|  |                        |

|  | Dryosauridae                                                          |
|  |                                                                       |
|  | Ankylopollexia (bao gồm Iguanodon, Hadrosaurids) và một vài loài khác |
|  |                                                                       |

|  | Tenontosaurus tilletti |
|  |                        |
|  | Tenontosaurus dossi    |
|  |                        |

|  | Dryosauridae                                                          |
|  |                                                                       |
|  | Ankylopollexia (bao gồm Iguanodon, Hadrosaurids) và một vài loài khác |
|  |                                                                       |

|  | Tenontosaurus tilletti |
|  |                        |
|  | Tenontosaurus dossi    |
|  |                        |

|  | Dryosauridae                                                          |
|  |                                                                       |
|  | Ankylopollexia (bao gồm Iguanodon, Hadrosaurids) và một vài loài khác |
|  |                                                                       |

|  | Tenontosaurus tilletti |
|  |                        |
|  | Tenontosaurus dossi    |
|  |                        |

|  | Dryosauridae                                                          |
|  |                                                                       |
|  | Ankylopollexia (bao gồm Iguanodon, Hadrosaurids) và một vài loài khác |
|  |                                                                       |

|  | Tenontosaurus tilletti |
|  |                        |
|  | Tenontosaurus dossi    |
|  |                        |

|  | Dryosauridae                                                          |
|  |                                                                       |
|  | Ankylopollexia (bao gồm Iguanodon, Hadrosaurids) và một vài loài khác |
|  |                                                                       |

|  | Tenontosaurus tilletti |
|  |                        |
|  | Tenontosaurus dossi    |
|  |                        |

|  | Dryosauridae                                                          |
|  |                                                                       |
|  | Ankylopollexia (bao gồm Iguanodon, Hadrosaurids) và một vài loài khác |
|  |                                                                       |

|  | Tenontosaurus tilletti |
|  |                        |
|  | Tenontosaurus dossi    |
|  |                        |

|  | Dryosauridae                                                          |
|  |                                                                       |
|  | Ankylopollexia (bao gồm Iguanodon, Hadrosaurids) và một vài loài khác |
|  |                                                                       |

|  | Changchunsaurus |
|  |                 |
|  | Jeholosaurus    |
|  |                 |

|  | Gasparinisaura |
|  |                |
|  | Parksosaurus   |
|  |                |

|  | Bugenasaura    |
|  |                |
|  | Thescelosaurus |
|  |                |

|  | Tenontosaurus tilletti |
|  |                        |
|  | Tenontosaurus dossi    |
|  |                        |

|  | Dryosauridae                                                          |
|  |                                                                       |
|  | Ankylopollexia (bao gồm Iguanodon, Hadrosaurids) và một vài loài khác |
|  |                                                                       |

|  | Tenontosaurus tilletti |
|  |                        |
|  | Tenontosaurus dossi    |
|  |                        |

|  | Dryosauridae                                                          |
|  |                                                                       |
|  | Ankylopollexia (bao gồm Iguanodon, Hadrosaurids) và một vài loài khác |
|  |                                                                       |

|  | Tenontosaurus tilletti |
|  |                        |
|  | Tenontosaurus dossi    |
|  |                        |

|  | Dryosauridae                                                          |
|  |                                                                       |
|  | Ankylopollexia (bao gồm Iguanodon, Hadrosaurids) và một vài loài khác |
|  |                                                                       |

|  | Tenontosaurus tilletti |
|  |                        |
|  | Tenontosaurus dossi    |
|  |                        |

|  | Dryosauridae                                                          |
|  |                                                                       |
|  | Ankylopollexia (bao gồm Iguanodon, Hadrosaurids) và một vài loài khác |
|  |                                                                       |

|  | Tenontosaurus tilletti |
|  |                        |
|  | Tenontosaurus dossi    |
|  |                        |

|  | Dryosauridae                                                          |
|  |                                                                       |
|  | Ankylopollexia (bao gồm Iguanodon, Hadrosaurids) và một vài loài khác |
|  |                                                                       |

|  | Tenontosaurus tilletti |
|  |                        |
|  | Tenontosaurus dossi    |
|  |                        |

|  | Dryosauridae                                                          |
|  |                                                                       |
|  | Ankylopollexia (bao gồm Iguanodon, Hadrosaurids) và một vài loài khác |
|  |                                                                       |

|  | Tenontosaurus tilletti |
|  |                        |
|  | Tenontosaurus dossi    |
|  |                        |

|  | Dryosauridae                                                          |
|  |                                                                       |
|  | Ankylopollexia (bao gồm Iguanodon, Hadrosaurids) và một vài loài khác |
|  |                                                                       |

|  | Tenontosaurus tilletti |
|  |                        |
|  | Tenontosaurus dossi    |
|  |                        |

|  | Dryosauridae                                                          |
|  |                                                                       |
|  | Ankylopollexia (bao gồm Iguanodon, Hadrosaurids) và một vài loài khác |
|  |                                                                       |

|  | Tenontosaurus tilletti |
|  |                        |
|  | Tenontosaurus dossi    |
|  |                        |

|  | Dryosauridae                                                          |
|  |                                                                       |
|  | Ankylopollexia (bao gồm Iguanodon, Hadrosaurids) và một vài loài khác |
|  |                                                                       |

|  | Tenontosaurus tilletti |
|  |                        |
|  | Tenontosaurus dossi    |
|  |                        |

|  | Dryosauridae                                                          |
|  |                                                                       |
|  | Ankylopollexia (bao gồm Iguanodon, Hadrosaurids) và một vài loài khác |
|  |                                                                       |

|  | Tenontosaurus tilletti |
|  |                        |
|  | Tenontosaurus dossi    |
|  |                        |

|  | Dryosauridae                                                          |
|  |                                                                       |
|  | Ankylopollexia (bao gồm Iguanodon, Hadrosaurids) và một vài loài khác |
|  |                                                                       |

|  | Tenontosaurus tilletti |
|  |                        |
|  | Tenontosaurus dossi    |
|  |                        |

|  | Dryosauridae                                                          |
|  |                                                                       |
|  | Ankylopollexia (bao gồm Iguanodon, Hadrosaurids) và một vài loài khác |
|  |                                                                       |

|  | Tenontosaurus tilletti |
|  |                        |
|  | Tenontosaurus dossi    |
|  |                        |

|  | Dryosauridae                                                          |
|  |                                                                       |
|  | Ankylopollexia (bao gồm Iguanodon, Hadrosaurids) và một vài loài khác |
|  |                                                                       |

|  | Tenontosaurus tilletti |
|  |                        |
|  | Tenontosaurus dossi    |
|  |                        |

|  | Dryosauridae                                                          |
|  |                                                                       |
|  | Ankylopollexia (bao gồm Iguanodon, Hadrosaurids) và một vài loài khác |
|  |                                                                       |

|  | Tenontosaurus tilletti |
|  |                        |
|  | Tenontosaurus dossi    |
|  |                        |

|  | Dryosauridae                                                          |
|  |                                                                       |
|  | Ankylopollexia (bao gồm Iguanodon, Hadrosaurids) và một vài loài khác |
|  |                                                                       |

|  | Tenontosaurus tilletti |
|  |                        |
|  | Tenontosaurus dossi    |
|  |                        |

|  | Dryosauridae                                                          |
|  |                                                                       |
|  | Ankylopollexia (bao gồm Iguanodon, Hadrosaurids) và một vài loài khác |
|  |                                                                       |

|  | Bugenasaura    |
|  |                |
|  | Thescelosaurus |
|  |                |

|  | Tenontosaurus tilletti |
|  |                        |
|  | Tenontosaurus dossi    |
|  |                        |

|  | Dryosauridae                                                          |
|  |                                                                       |
|  | Ankylopollexia (bao gồm Iguanodon, Hadrosaurids) và một vài loài khác |
|  |                                                                       |

|  | Tenontosaurus tilletti |
|  |                        |
|  | Tenontosaurus dossi    |
|  |                        |

|  | Dryosauridae                                                          |
|  |                                                                       |
|  | Ankylopollexia (bao gồm Iguanodon, Hadrosaurids) và một vài loài khác |
|  |                                                                       |

|  | Tenontosaurus tilletti |
|  |                        |
|  | Tenontosaurus dossi    |
|  |                        |

|  | Dryosauridae                                                          |
|  |                                                                       |
|  | Ankylopollexia (bao gồm Iguanodon, Hadrosaurids) và một vài loài khác |
|  |                                                                       |

|  | Tenontosaurus tilletti |
|  |                        |
|  | Tenontosaurus dossi    |
|  |                        |

|  | Dryosauridae                                                          |
|  |                                                                       |
|  | Ankylopollexia (bao gồm Iguanodon, Hadrosaurids) và một vài loài khác |
|  |                                                                       |

|  | Tenontosaurus tilletti |
|  |                        |
|  | Tenontosaurus dossi    |
|  |                        |

|  | Dryosauridae                                                          |
|  |                                                                       |
|  | Ankylopollexia (bao gồm Iguanodon, Hadrosaurids) và một vài loài khác |
|  |                                                                       |

|  | Tenontosaurus tilletti |
|  |                        |
|  | Tenontosaurus dossi    |
|  |                        |

|  | Dryosauridae                                                          |
|  |                                                                       |
|  | Ankylopollexia (bao gồm Iguanodon, Hadrosaurids) và một vài loài khác |
|  |                                                                       |

|  | Tenontosaurus tilletti |
|  |                        |
|  | Tenontosaurus dossi    |
|  |                        |

|  | Dryosauridae                                                          |
|  |                                                                       |
|  | Ankylopollexia (bao gồm Iguanodon, Hadrosaurids) và một vài loài khác |
|  |                                                                       |

|  | Tenontosaurus tilletti |
|  |                        |
|  | Tenontosaurus dossi    |
|  |                        |

|  | Dryosauridae                                                          |
|  |                                                                       |
|  | Ankylopollexia (bao gồm Iguanodon, Hadrosaurids) và một vài loài khác |
|  |                                                                       |

|  | Tenontosaurus tilletti |
|  |                        |
|  | Tenontosaurus dossi    |
|  |                        |

|  | Dryosauridae                                                          |
|  |                                                                       |
|  | Ankylopollexia (bao gồm Iguanodon, Hadrosaurids) và một vài loài khác |
|  |                                                                       |

|  | Tenontosaurus tilletti |
|  |                        |
|  | Tenontosaurus dossi    |
|  |                        |

|  | Dryosauridae                                                          |
|  |                                                                       |
|  | Ankylopollexia (bao gồm Iguanodon, Hadrosaurids) và một vài loài khác |
|  |                                                                       |

|  | Tenontosaurus tilletti |
|  |                        |
|  | Tenontosaurus dossi    |
|  |                        |

|  | Dryosauridae                                                          |
|  |                                                                       |
|  | Ankylopollexia (bao gồm Iguanodon, Hadrosaurids) và một vài loài khác |
|  |                                                                       |

|  | Tenontosaurus tilletti |
|  |                        |
|  | Tenontosaurus dossi    |
|  |                        |

|  | Dryosauridae                                                          |
|  |                                                                       |
|  | Ankylopollexia (bao gồm Iguanodon, Hadrosaurids) và một vài loài khác |
|  |                                                                       |

|  | Tenontosaurus tilletti |
|  |                        |
|  | Tenontosaurus dossi    |
|  |                        |

|  | Dryosauridae                                                          |
|  |                                                                       |
|  | Ankylopollexia (bao gồm Iguanodon, Hadrosaurids) và một vài loài khác |
|  |                                                                       |

|  | Tenontosaurus tilletti |
|  |                        |
|  | Tenontosaurus dossi    |
|  |                        |

|  | Dryosauridae                                                          |
|  |                                                                       |
|  | Ankylopollexia (bao gồm Iguanodon, Hadrosaurids) và một vài loài khác |
|  |                                                                       |

|  | Tenontosaurus tilletti |
|  |                        |
|  | Tenontosaurus dossi    |
|  |                        |

|  | Dryosauridae                                                          |
|  |                                                                       |
|  | Ankylopollexia (bao gồm Iguanodon, Hadrosaurids) và một vài loài khác |
|  |                                                                       |

|  | Tenontosaurus tilletti |
|  |                        |
|  | Tenontosaurus dossi    |
|  |                        |

|  | Dryosauridae                                                          |
|  |                                                                       |
|  | Ankylopollexia (bao gồm Iguanodon, Hadrosaurids) và một vài loài khác |
|  |                                                                       |

|  | Gasparinisaura |
|  |                |
|  | Parksosaurus   |
|  |                |

|  | Bugenasaura    |
|  |                |
|  | Thescelosaurus |
|  |                |

|  | Tenontosaurus tilletti |
|  |                        |
|  | Tenontosaurus dossi    |
|  |                        |

|  | Dryosauridae                                                          |
|  |                                                                       |
|  | Ankylopollexia (bao gồm Iguanodon, Hadrosaurids) và một vài loài khác |
|  |                                                                       |

|  | Tenontosaurus tilletti |
|  |                        |
|  | Tenontosaurus dossi    |
|  |                        |

|  | Dryosauridae                                                          |
|  |                                                                       |
|  | Ankylopollexia (bao gồm Iguanodon, Hadrosaurids) và một vài loài khác |
|  |                                                                       |

|  | Tenontosaurus tilletti |
|  |                        |
|  | Tenontosaurus dossi    |
|  |                        |

|  | Dryosauridae                                                          |
|  |                                                                       |
|  | Ankylopollexia (bao gồm Iguanodon, Hadrosaurids) và một vài loài khác |
|  |                                                                       |

|  | Tenontosaurus tilletti |
|  |                        |
|  | Tenontosaurus dossi    |
|  |                        |

|  | Dryosauridae                                                          |
|  |                                                                       |
|  | Ankylopollexia (bao gồm Iguanodon, Hadrosaurids) và một vài loài khác |
|  |                                                                       |

|  | Tenontosaurus tilletti |
|  |                        |
|  | Tenontosaurus dossi    |
|  |                        |

|  | Dryosauridae                                                          |
|  |                                                                       |
|  | Ankylopollexia (bao gồm Iguanodon, Hadrosaurids) và một vài loài khác |
|  |                                                                       |

|  | Tenontosaurus tilletti |
|  |                        |
|  | Tenontosaurus dossi    |
|  |                        |

|  | Dryosauridae                                                          |
|  |                                                                       |
|  | Ankylopollexia (bao gồm Iguanodon, Hadrosaurids) và một vài loài khác |
|  |                                                                       |

|  | Tenontosaurus tilletti |
|  |                        |
|  | Tenontosaurus dossi    |
|  |                        |

|  | Dryosauridae                                                          |
|  |                                                                       |
|  | Ankylopollexia (bao gồm Iguanodon, Hadrosaurids) và một vài loài khác |
|  |                                                                       |

|  | Tenontosaurus tilletti |
|  |                        |
|  | Tenontosaurus dossi    |
|  |                        |

|  | Dryosauridae                                                          |
|  |                                                                       |
|  | Ankylopollexia (bao gồm Iguanodon, Hadrosaurids) và một vài loài khác |
|  |                                                                       |

|  | Tenontosaurus tilletti |
|  |                        |
|  | Tenontosaurus dossi    |
|  |                        |

|  | Dryosauridae                                                          |
|  |                                                                       |
|  | Ankylopollexia (bao gồm Iguanodon, Hadrosaurids) và một vài loài khác |
|  |                                                                       |

|  | Tenontosaurus tilletti |
|  |                        |
|  | Tenontosaurus dossi    |
|  |                        |

|  | Dryosauridae                                                          |
|  |                                                                       |
|  | Ankylopollexia (bao gồm Iguanodon, Hadrosaurids) và một vài loài khác |
|  |                                                                       |

|  | Tenontosaurus tilletti |
|  |                        |
|  | Tenontosaurus dossi    |
|  |                        |

|  | Dryosauridae                                                          |
|  |                                                                       |
|  | Ankylopollexia (bao gồm Iguanodon, Hadrosaurids) và một vài loài khác |
|  |                                                                       |

|  | Tenontosaurus tilletti |
|  |                        |
|  | Tenontosaurus dossi    |
|  |                        |

|  | Dryosauridae                                                          |
|  |                                                                       |
|  | Ankylopollexia (bao gồm Iguanodon, Hadrosaurids) và một vài loài khác |
|  |                                                                       |

|  | Tenontosaurus tilletti |
|  |                        |
|  | Tenontosaurus dossi    |
|  |                        |

|  | Dryosauridae                                                          |
|  |                                                                       |
|  | Ankylopollexia (bao gồm Iguanodon, Hadrosaurids) và một vài loài khác |
|  |                                                                       |

|  | Tenontosaurus tilletti |
|  |                        |
|  | Tenontosaurus dossi    |
|  |                        |

|  | Dryosauridae                                                          |
|  |                                                                       |
|  | Ankylopollexia (bao gồm Iguanodon, Hadrosaurids) và một vài loài khác |
|  |                                                                       |

|  | Tenontosaurus tilletti |
|  |                        |
|  | Tenontosaurus dossi    |
|  |                        |

|  | Dryosauridae                                                          |
|  |                                                                       |
|  | Ankylopollexia (bao gồm Iguanodon, Hadrosaurids) và một vài loài khác |
|  |                                                                       |

|  | Tenontosaurus tilletti |
|  |                        |
|  | Tenontosaurus dossi    |
|  |                        |

|  | Dryosauridae                                                          |
|  |                                                                       |
|  | Ankylopollexia (bao gồm Iguanodon, Hadrosaurids) và một vài loài khác |
|  |                                                                       |

|  | Bugenasaura    |
|  |                |
|  | Thescelosaurus |
|  |                |

|  | Tenontosaurus tilletti |
|  |                        |
|  | Tenontosaurus dossi    |
|  |                        |

|  | Dryosauridae                                                          |
|  |                                                                       |
|  | Ankylopollexia (bao gồm Iguanodon, Hadrosaurids) và một vài loài khác |
|  |                                                                       |

|  | Tenontosaurus tilletti |
|  |                        |
|  | Tenontosaurus dossi    |
|  |                        |

|  | Dryosauridae                                                          |
|  |                                                                       |
|  | Ankylopollexia (bao gồm Iguanodon, Hadrosaurids) và một vài loài khác |
|  |                                                                       |

|  | Tenontosaurus tilletti |
|  |                        |
|  | Tenontosaurus dossi    |
|  |                        |

|  | Dryosauridae                                                          |
|  |                                                                       |
|  | Ankylopollexia (bao gồm Iguanodon, Hadrosaurids) và một vài loài khác |
|  |                                                                       |

|  | Tenontosaurus tilletti |
|  |                        |
|  | Tenontosaurus dossi    |
|  |                        |

|  | Dryosauridae                                                          |
|  |                                                                       |
|  | Ankylopollexia (bao gồm Iguanodon, Hadrosaurids) và một vài loài khác |
|  |                                                                       |

|  | Tenontosaurus tilletti |
|  |                        |
|  | Tenontosaurus dossi    |
|  |                        |

|  | Dryosauridae                                                          |
|  |                                                                       |
|  | Ankylopollexia (bao gồm Iguanodon, Hadrosaurids) và một vài loài khác |
|  |                                                                       |

|  | Tenontosaurus tilletti |
|  |                        |
|  | Tenontosaurus dossi    |
|  |                        |

|  | Dryosauridae                                                          |
|  |                                                                       |
|  | Ankylopollexia (bao gồm Iguanodon, Hadrosaurids) và một vài loài khác |
|  |                                                                       |

|  | Tenontosaurus tilletti |
|  |                        |
|  | Tenontosaurus dossi    |
|  |                        |

|  | Dryosauridae                                                          |
|  |                                                                       |
|  | Ankylopollexia (bao gồm Iguanodon, Hadrosaurids) và một vài loài khác |
|  |                                                                       |

|  | Tenontosaurus tilletti |
|  |                        |
|  | Tenontosaurus dossi    |
|  |                        |

|  | Dryosauridae                                                          |
|  |                                                                       |
|  | Ankylopollexia (bao gồm Iguanodon, Hadrosaurids) và một vài loài khác |
|  |                                                                       |

|  | Tenontosaurus tilletti |
|  |                        |
|  | Tenontosaurus dossi    |
|  |                        |

|  | Dryosauridae                                                          |
|  |                                                                       |
|  | Ankylopollexia (bao gồm Iguanodon, Hadrosaurids) và một vài loài khác |
|  |                                                                       |

|  | Tenontosaurus tilletti |
|  |                        |
|  | Tenontosaurus dossi    |
|  |                        |

|  | Dryosauridae                                                          |
|  |                                                                       |
|  | Ankylopollexia (bao gồm Iguanodon, Hadrosaurids) và một vài loài khác |
|  |                                                                       |

|  | Tenontosaurus tilletti |
|  |                        |
|  | Tenontosaurus dossi    |
|  |                        |

|  | Dryosauridae                                                          |
|  |                                                                       |
|  | Ankylopollexia (bao gồm Iguanodon, Hadrosaurids) và một vài loài khác |
|  |                                                                       |

|  | Tenontosaurus tilletti |
|  |                        |
|  | Tenontosaurus dossi    |
|  |                        |

|  | Dryosauridae                                                          |
|  |                                                                       |
|  | Ankylopollexia (bao gồm Iguanodon, Hadrosaurids) và một vài loài khác |
|  |                                                                       |

|  | Tenontosaurus tilletti |
|  |                        |
|  | Tenontosaurus dossi    |
|  |                        |

|  | Dryosauridae                                                          |
|  |                                                                       |
|  | Ankylopollexia (bao gồm Iguanodon, Hadrosaurids) và một vài loài khác |
|  |                                                                       |

|  | Tenontosaurus tilletti |
|  |                        |
|  | Tenontosaurus dossi    |
|  |                        |

|  | Dryosauridae                                                          |
|  |                                                                       |
|  | Ankylopollexia (bao gồm Iguanodon, Hadrosaurids) và một vài loài khác |
|  |                                                                       |

|  | Tenontosaurus tilletti |
|  |                        |
|  | Tenontosaurus dossi    |
|  |                        |

|  | Dryosauridae                                                          |
|  |                                                                       |
|  | Ankylopollexia (bao gồm Iguanodon, Hadrosaurids) và một vài loài khác |
|  |                                                                       |

|  | Tenontosaurus tilletti |
|  |                        |
|  | Tenontosaurus dossi    |
|  |                        |

|  | Dryosauridae                                                          |
|  |                                                                       |
|  | Ankylopollexia (bao gồm Iguanodon, Hadrosaurids) và một vài loài khác |
|  |                                                                       |